# Wilfrid Fox Napier
Wilfrid Fox Napier OFM (Matatiele, 8. ožujka 1941.) južnoafrički je franjevac i prelat Katoličke Crkve. Od 1992. do 2021. služio je kao nadbiskup Durbana, a od 2001. je kardinal. Služio je kao biskup Kokstada od 1981. do 1992. godine.
Bio je povremeni suradnik južnoafričkog nacionalnog katoličkog tjednika The Southern Cross. Napier navija za engleski nogometni klub Burnley.